# سيادة البيض

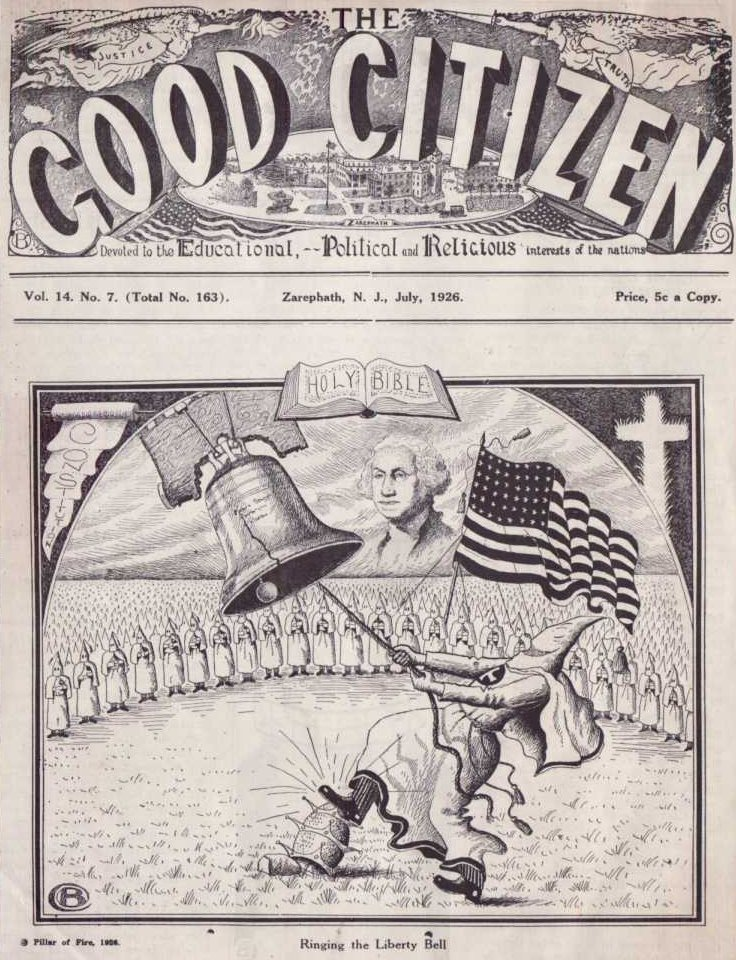
صحيفة غود سيتزن في الولايات المتحدة ربطت بين المسيحية والتفوق الأبيض حسب رؤية منظمة كو كلوكس كلان

تفوق البيض أو سيادة البيِض أو استعلاء البيض هو فكر عنصري مبنى على الاعتقاد بأن الأفراد ذو العِرق والأصل الأبيض هم أسياد على كل البشر من الأعراق الأخرى. هذا المصطلح أحياناً يطلق لوصف توجهات سياسية تشجع على سيطرة البِيض على النواحي الاجتماعية، السياسية، التاريخية والصناعية في مجتمعاتهم. هذا المعتقد ماهو إلا جزء من مفهوم «الاستعلاء العِرقي» الطامح للهيمنة. وبلا شك، أدّى هذا المفهوم إلى الكثير من الاعتداءات والعنف ضد مجموعات من البشر. هناك عدة نظريات وآراء حول من ينبغي أن يُعتبر أبيض، وهناك أيضاً اختلافات داخل منظمات «سيادة البِيض» حول هوية العدو الأكبر لهم.
تتواجد هذه المنظمات في الدول ذات الأغلبية البيضاء في أوروبا، أمريكا الشمالية، أستراليا، أمريكا اللاتينية. توجهات هذه المنظمات العدوانية جعلت من حكومات بلادهم تراقبهم وتشدد الخناق حول عدوانيتهم وأنشطتهم. هناك بعض الدول التي تحرّم «الخطاب العدائي الحاث على الكراهية» مما يجّرم أفعال مثل هذه المنظمات.

## المنظمات
هذه الحركة كانت شائعة في أمريكا قبل الحرب الأهلية. وكان من الشائع أن يتم القبض على بعض المواطنين السوُد وحبسِهم داخل بيوت العبيد. قادة الحرب الأهلية رأوا بأن منظمات «سيادة البِيض» ستجعل من أمريكا متفككة واعتبرتها التهديد الأول لوحدة أمريكا.
في بعض أنحاء أمريكا، المواطنون ذو البشرة الملونة كانوا محرومين من الحقوق وممنوعين من أي مناصب حكومية إلى النصف الثاني من القرن العشرين. والكثير من الولايات منعوا الزواج بين الأعراق الأخرى إلى أن تم إلغاء مثل هذه القوانين عام 1967. القادة البِيض كانوا ينظروا إلى الشعوب الأصلية على أنهم عوائق نحو تقدم الاقتصاد والسياسة في أمريكا.
كانت منظمات «سيادة البِيض» أيضاً منتشرة في جنوب أفريقيا أثناء فترة التفرقة العنصرية حتى عام 1990. وأيضاً انتشرت هذه الحركات في أوروبا لأوقات متفاوتة. الكثير من الدول الأوروبية المطلة على المحيط الهادي رفضوا هجرة وتجنيس مواطني الدول الآسيوية المحاذية لهم.

## المبادئ والتوجهات
المؤيدون لمعتقد العرق نوردي العنصري في أوروبا اعتقدوا ولفترة طويلة بأن شعوب الدول الإسكندنافية (السويد، النرويج.. إلخ) وشعوب ألمانيا وإنجلترا وهولندا هم أفضل وأرقى بكثير من شعوب الدول الأوروبية الجنوبية والشرقية أصحاب البشرات الداكنة قليلاً وذو الخلفيات الثقافية المختلفة. كان العداء يشمل اليهود، الأسبان، البرتغاليين، الإيطاليين، والروس وبالتأكيد كل من لم يكن أوروبي النشأة. في بدايات القرن الـتاسع عشر، اتهم بعض الفلاسفة منظمات «سيادة البِيض» بأنهم سبب رئيس من أسباب توارث العنصرية من جيل إلى آخر.
عاِلم تحسين النسل ماديسون جرانت حاول تأكيد بأن عِرق النورديين له الفضل في تقدم البشرية، فاعتبر أن عندما يتزاوج الأعراق وتتخالط فيقوم العرق بـ«الانتحار العِرقي» ويعدم ذلك تقدم البشرية.
في الولايات المتحدة، مجموعة (كو كلوكس كلان أو KKK) العدائية هي المسؤولة عن تنفيذ أجندة «سيادة البِيض». مبدأ هذه الحركة هو الحفاظ على «طهارة» الجينات البيضاء والحفاظ على العِرق الأبيض من كل تشويه فهي لا تركز على لون البشرة فحسب. هذه المنظمات تدين بمذهب الـبروتستانت المسيحي. أغلب المنظمات العدائية أيضا لها توجهات ضد السامية.
منظمة الهوية المسيحية أيضا لها أجندة عنصرية وقريبة جدا من توجهات «سيادة البِيض». هذه المنظمات تعتقد بنفس المبدأ وهو أن اليهود يحاولون السيطرة على العالم من خلال سيطرتهم على البنوك والإعلام فيجب محاربتهم. مؤسس (كنيسة العالم) كتب ذات مرة مقالة وذكر فيها بأن «جميع الأعراق ما عدا العِرق الأبيض هم حثالة».
اجراءات الالتحاق بمنظمات «سيادة البِيض» عادة ما تعتمد على الأقارب وهل هناك أعضاء أقارب لك في المنظمة. أيضا لهم انتشار على الإنترنت مما أدى إلى توسع هائل في عدد مواقع الإنترنت المؤيدة لهذا التوجه.

## الولايات المتحدة الأمريكية
كان فكر أفضلية الأبيض مهيمنا في الولايات المتحدة بعد الحرب الأهلية وقبلها، وبقي والحال هكذا لعقود بعد عصر إعادة الإعمار. كان استعباد الأمريكان من الأصول الأفريقية شائعا في الولايات المتحدة الأمريكية، حيث حرم 4 ملايين انسان من حريتهم، وقد عززت الحرب الأهلية هذا الفكر. يقول الكاتب فرانك بوم Frank Baum في مولفه عن سكان أمريكا الأصليين: «باسم قانون الغزو، والحضارة المدنية، للبيض الحق بأن يكونوا سادة القارة الأمريكية، ولن يتحقق الأمان التام للمستعمرات إلا بابادة الأقلية الهندية المتبقية».
حرم العديد من الناس من غير البيض في بعض الولايات الأمريكية من اعتلاء المناصب الحكومية حتى النصف الثاني من القرن العشرين. يقول الأستاذ ليلاند تي ساتيو Leland T. Saito من جامعة كاليفورنيا الجنوبية: «في تاريخ الولايات المتحدة، لطالما استعمل البيض العرق لإضفاء شرعية خلق فروقات اجتماعية واقتصادية وجعل السياسة حكراً لهم». حظر قانون التجنس لعام 1790 إعطاء الجنسية لغير البيض.
تشكلت حركة الحقوق المدنية بسبب حرمان الأقليات من الحرية السياسية والاجتماعية. صرح المتخصص بعلم الاجتماع ستيفن كلاينبيرج Stephen Klineberg أن قانون الهجرة الأمريكي لعام 1965 ينص بوضوح على أن المهاجرين من أوروبا الشمالية لهم الأفضلية على باقي العرق الأبيض. وسمح قانون الهجرة والتجنس لعام 1965 لدخول المهاجرين ممن هم ليسوا من أوروبا الشمالية وألمانيا، وهذا كان سببا في تبدل الديموغرافية للمجتمع الأمريكي. منعت العديد من الولايات الزواج بين الاعراق المختلفة مستعملين قوانين منع تمازج الأعراق، وظل الحال هكذا حتى ألغته المحكمة العليا عام 1967. أدت كل هذه الأحداث لتغير رأي الشارع الأمريكي حول أفضلية العرق الأبيض بالتدريج، وصولا لسبعينات القرن العشرين حيث أصبح معتنقي هذا الفكر أقلية.

## هجوما كرايستشيرش 2019
هما اثنان من الهجمات الإرهابية المدفوعة من تنظيم سيادة البيض وقعا في يوم الجمعة 15 مارس 2019 بسبب إطلاق النار داخل مسجدي النور ومركز لينود الإسلامي في مدينة كرايستشرش في نيوزلندا ونتج عنهُما العديد من الإصابات وقتل في حادث إطلاق النار 50 شخصاً على الأقل، وجرح حوالي 40 آخرين.

## الحواشي السفلية
1. ↑  Fuller، Neely (1984). The united-independent compensatory code/system/concept: A textbook/workbook for thought, speech, and/or action, for victims of racism (white supremacy). SAGE. ص. 334. ASIN:B0007BLCWC.
2. 1 2  Fredrickson، George (1981). White Supremacy. Oxford Oxfordshire: Oxford University Press. ص. 162. ISBN:0-19-503042-7. مؤرشف من الأصل في 2020-01-08.
3. ↑  A Declaration of the Causes which Impel the State of Texas to Secede from the Federal Union: "We hold as undeniable truths that the governments of the various States, and of the confederacy itself, were established exclusively by the white race, for themselves and their posterity; that the African race had no agency in their establishment; that they were rightfully held and regarded as an inferior and dependent race, and in that condition only could their existence in this country be rendered beneficial or tolerable. That in this free government all white men are and of right ought to be entitled to equal civil and political rights; that the servitude of the African race, as existing in these States, is mutually beneficial to both bond and free, and is abundantly authorized and justified by the experience of mankind, and the revealed will of the Almighty Creator, as recognized by all Christian nations; while the destruction of the existing relations between the two races, as advocated by our sectional enemies, would bring inevitable calamities upon both and desolation upon the fifteen slave-holding states." نسخة محفوظة 13 ديسمبر 2017 على موقع واي باك مشين.
4. ↑  "How the end of slavery led to starvation and death for millions of black Americans". The Guardian. 3 سبتمبر 2015. مؤرشف من الأصل في 2019-05-13.
5. ↑  The controversial "Cornerstone Speech", Alexander H. Stephens (Vice President of the Confederate States), March 21, 1861, Savannah, Georgia: "Our new government is founded upon exactly the opposite idea; its foundations are laid, its cornerstone rests, upon the great truth that the negro is not equal to the white man; that slavery—subordination to the superior race—is his natural and normal condition." نسخة محفوظة 27 يناير 2013 على موقع واي باك مشين.
6. ↑  "L. Frank Baum's Editorials on the Sioux Nation". مؤرشف من الأصل في 2007-12-09. اطلع عليه بتاريخ 2007-12-09. Full text of both, with commentary by professor A. Waller Hastings
7. ↑  ارتفاع عدد ضحايا هجوم نيوزيلندا إلى 49 قتيلا سبونتيك عربي، نشر في 15 مارس 2019 ودخل في 15 مارس 2019. نسخة محفوظة 17 ديسمبر 2019 على موقع واي باك مشين.

## وصلات خارجية
- القلب البياض فيلم وثائقي حول ما يعنيه أن تكون بيضاء في جنوب أفريقيا
- المقابلةأصوات حول معاداة السامية مع فرانك مينك من المتحف التذكاري للمحرقة الولايات المتحدة